# Barycnemis tlaxcala
Barycnemis tlaxcala är en stekelart som beskrevs av Andrey Ivanovich Khalaim 2002. Barycnemis tlaxcala ingår i släktet Barycnemis och familjen brokparasitsteklar. Inga underarter finns listade.